# 清永安雄
清永 安雄（きよなが やすお、1948年 - ）は、日本の写真家。香川県出身。京都写真美術館代表。公益社団法人日本写真家協会会員（JPS）。
代表作に「樹々変化（2022）」、「二つの風景（2021）」、「hana（2022）」などがある。
キュビズム、シュールレアリズムに影響を受け、自然や山村、都市、人物といった事象を超現実的に解釈した抽象と具象の概念を行き来する作品を得意とする。写真撮影という技術に拘らず、絵画や立体物を使い作品を制作する。ライフワークとして日本・世界の古都や山村漁村を撮影し、書籍にまとめている。

## 来歴
1966年にウジェーヌ・アジェ、アーロン・シスキンドに影響を受け、本格的に写真の道を志す。写真専門学校を1970年に卒業。働く人を撮影するフォトグラファーとして株式会社リクルートに入社。1980年に同社を退社し、当時まだ珍しかった企業広報の企画制作を事業とする株式会社産業編集センター（SHC）を設立する。
長くフォトジャーナリズムの世界に身を置き、創業したSHCを社員150人を抱える企業に成長させる。企業広報を軸に時代の先端をいく新しいビジネスにも果敢に挑戦。これらの経験で培われた着眼点や観察眼、発想法、判断力が現在の彼の創作活動の源泉となっている。
1995年の作家活動再開とともに東京に「フォトギャラリー・アルティザン」、京都に「京都写真美術館 ギャラリー・ジャパネスク」、Web上に「Uno FOTO 写真のある生活」、パリに「Gallery Japanesque Paris」を設立した。

## 主な写真展
- “Spirit of Forest” Epson Imaging Gallery Epsite - 2010
- “Paris Sketch” Photo Gallery Artisan - 2013
- “Pompeii” Photo Gallery Artisan - 2014
- KG+ Special Exhibition “Old Japanese Tools”Japanesque Kyoto - 2015
- “Rain” Artisan Japanesque Kyoto - 2016
- “Raw Hawaii” Photo Gallery Artisan - 2017
- “Margin of the City” Japanesque Kyoto - 2017
- “Togakushi Folk Crafts” Japanesque Kyoto - 2018
- “Colonia del Sacramento” Japanesque Kyoto - 2019
- “6%” Japanesque Kyoto - 2019
- “Identity” Japanesque Kyoto - 2020
- “REAL” Japanesque Kyoto, Japanesque Paris - 2020
- “Perspectives” Japanesque Kyoto - 2021
- “Spirit of Forest” Japanesque Kyoto, Japanesque -2022
- “Lost village” Japanesque Kyoto, Japanesque Paris -2022
- “Turbulence in Kyoto”Japanesque Kyoto, Japanesque Paris - 2022, 2023

### アートフェア
- fotofever paris - 2022
- Unseen Amsterdam - 2022

## 著書
- 『レスリー レスリー・チャンのすべて』（産業編集センターメディア事業部）- 1999 ISBN 978-4916199102
- 『蘇州グラフィティ』（産業編集センターメディア事業部）- 1999 ISBN 978-4-916199-11-9
- 『古鎮残照』（産業編集センター）- 2007 ISBN 978-4-916199-95-9
- 『樹々変化』（産業編集センター）- 2007 ISBN 978-4-916199-99-7
- 『美しい日本のふるさと 九州・沖縄編』（産業編集センター）- 2008 ISBN 978-4863110175
- 『美しい日本のふるさと 中国・四国編』（産業編集センター）- 2008 ISBN 978-4-86311-020-5
- 『美しい日本のふるさと 北海道・東北編』（産業編集センター）- 2009 ISBN 978-4-86311-022-9
- 『美しい日本のふるさと 近畿・北陸編』（産業編集センター）- 2009 ISBN 978-4863110250
- 『美しい日本のふるさと 関東・甲信越・東海編』（産業編集センター）- 2009 ISBN 978-4-86311-029-8
- 『平家かくれ里写真紀行』（産業編集センター）- 2011 ISBN 978-4-86311-065-6
- 『パリスケッチ』（産業編集センター）- 2012 ISBN 978-4-86311-072-4
- 『早稲田グラフィティ』（産業編集センター）- 2014 ISBN 978-4-86311-102-8
- 『東海道五十三次写真紀行』（産業編集センター）- 2014 ISBN 978-4-86311-092-2
- 『吉田松陰と萩 写真紀行』（産業編集センター）- 2015 ISBN 978-4-86311-107-3
- 『真田六文銭 写真紀行』（産業編集センター）- 2015 ISBN 978-4-86311-126-4
- 『日本の海賊 写真紀行』（産業編集センター）- 2015 ISBN 978-4-86311-109-7
- 『日本人の道具』（産業編集センター）- 2015 ISBN 978-4-86311-113-4
- 『雨情』（産業編集センター）- 2016 ISBN 978-4-86311-134-9
- 『日本神話のふるさと 写真紀行』（産業編集センター）- 2016 ISBN 978-4-86311-130-1
- 『宿場町旅情 写真紀行』（産業編集センター）- 2017 ISBN 978-4-86311-160-8
- 『戸隠の民具』（産業編集センター）- 2018 ISBN 978-4-86311-176-9
- 『ふるさと再発見の旅 近畿1』（産業編集センター）- 2019 ISBN 978-4-86311-244-5
- 『ふるさと再発見の旅 近畿2』（産業編集センター）- 2020 ISBN 978-4-86311-265-0
- 『ふるさと再発見の旅 甲信越』（産業編集センター）- 2021 ISBN 978-4-86311-292-6
- 『ふるさと再発見の旅 中国地方』（産業編集センター）- 2021 ISBN 978-4-86311-313-8
- 『ふるさと再発見の旅 関東』（産業編集センター）- 2022 ISBN 978-4-86311-330-5
- 『ふるさと再発見の旅 北海道』（産業編集センター）